# Toxicity Exposure Ratio
Die Toxicity Exposure Ratio (abgekürzt TER) ist ein Risikoindikator zur Risikobewertung von Pflanzenschutzmitteln. Sie gibt das Verhältnis von Schad-Konzentration zur geschätzten Einwirkungs-Konzentration für einen Organismus (akut, chronisch) an. Bei ersterer werden meist EC50, LC50 oder NOEC verwendet, bei letzterer üblicherweise die PEC.
Je höher die TER, desto geringer ist das Risiko.
{\displaystyle {\text{TER}}={\frac {{\text{Toxizität (EC}}_{50}{\text{, LC}}_{50}{\text{ oder NOEC)}}}{\text{Exposition (PEC)}}}}